# Élections locales indonésiennes de 2020
Les élections locales indonésiennes de 2020 ont lieu le 9 décembre 2020 en Indonésie afin d'élire 9 gouverneurs de provinces, 224 régents de kabupatens et 34 maires de Kotas.